# Anosia duplicata
Anosia duplicata är en fjärilsart som beskrevs av Abel Dufrane 1948. Anosia duplicata ingår i släktet Anosia och familjen praktfjärilar. Inga underarter finns listade i Catalogue of Life.